# LTE

Впровадження технології LTE станом на квітень 2018 року.
Країни з комерційною експлуатацією LTE
Країни з запланованим введенням LTE в комерційну експлуатацію
Країни, де відбуваються випробування LTE

Long Term Evolution (LTE, укр. «довготерміновий розвиток»), маркетингова назва 4G LTE — назва мобільного протоколу передавання даних; проєкт 3GPP, стандарт з вдосконалення UMTS для задовільнення майбутніх потреб у швидкості.

## Загальні відомості
LTE розглядається як еволюція технології UMTS, є стандартом високошвидкісного бездротового зв'язку передачі даних розроблений групою 3GPP визначеного специфікаціями у Релізі 8 від 2008 року (3GPP Release 8) та доповненого у Релізі 9 від 2009 року (3GPP Release 9). Формально LTE відноситься операторами мобільного зв'язку та виробниками до стандарту 4G, хоча не належить до нього фактично, оскільки не відповідає, на відміну від LTE-Advanced (3GPP Release 10) або скорочено LTE-A, технічним критеріям мобільного зв'язку 4-го покоління визначеного вимогами «IMT-Advanced» Сектором радіозв'язку Міжнародного телекомунікаційного союзу. Для просування технології на ринках північної Америки торговою асоціацію 4G Americas, яка популяризує технології групи 3GPP, було впроваджено термін «4G LTE». Сама абревіатура «LTE» є зареєстрованою торговою маркою і знаходиться в розпорядженні Європейського інституту стандартів телекомунікації, як і логотипи «LTE», «LTE-Advanced», «LTE-Advanced Pro».
Категорії користувацького обладнання LTE.
| Категорія користувацького обладнання LTE | Максимальна швидкість завантаження (Мбіт/с) | Максимальна швидкість вивантаження (Мбіт/с) | Специфікація 3GPP (Release №) | Стандарт 3GPP                |
| ---------------------------------------- | ------------------------------------------- | ------------------------------------------- | ----------------------------- | ---------------------------- |
| NB1                                      | 0,25                                        | 0,25                                        | Rel 13                        | NB-IoT                       |
| M1                                       | 1                                           | 1                                           | Rel 13                        | LTE Cat M1 (eMTC)            |
| 0                                        | 1                                           | 1                                           | Rel 12                        | LTE Cat 0                    |
| 1                                        | 10,3                                        | 5,2                                         | Rel 8                         | LTE Cat 1                    |
| 2                                        | 51                                          | 25,5                                        | Rel 8                         | LTE                          |
| 3                                        | 102                                         | 51                                          | Rel 8                         | LTE                          |
| 4                                        | 150,8                                       | 51                                          | Rel 8                         | LTE                          |
| 5                                        | 299,6                                       | 75,4                                        | Rel 8                         | LTE                          |
| 6                                        | 301,5                                       | 51,0                                        | Rel 10                        | LTE-Advanced (LTE-A)         |
| 7                                        | 301,5                                       | 102                                         | Rel 10                        | LTE-Advanced (LTE-A)         |
| 8                                        | 2 998,6                                     | 1 497,8                                     | Rel 10                        | LTE-Advanced (LTE-A)         |
| 9                                        | 452,2                                       | 51                                          | Rel 11                        | LTE-Advanced (LTE-A)         |
| 10                                       | 452,2                                       | 102                                         | Rel 11                        | LTE-Advanced (LTE-A)         |
| 11                                       | 603                                         | 51                                          | Rel 11                        | LTE-Advanced (LTE-A)         |
| 12                                       | 603                                         | 102                                         | Rel 11                        | LTE-Advanced (LTE-A)         |
| 13                                       | 391,7                                       | 150                                         | Rel 12                        | LTE-Advanced (LTE-A)         |
| 14                                       | 3 917                                       | 9 585                                       | Rel 12                        | LTE-Advanced (LTE-A)         |
| 15                                       | 750                                         | 226                                         | Rel 12                        | LTE-Advanced (LTE-A)         |
| 16                                       | 979                                         | н/з                                         | Rel 12                        | LTE-Advanced (LTE-A)         |
| 17                                       | 25 065                                      | н/з                                         | Rel 13                        | LTE-Advanced Pro (LTE-A Pro) |
| 18                                       | 1174                                        | н/з                                         | Rel 13                        | LTE-Advanced Pro (LTE-A Pro) |
| 19                                       | 1566                                        | н/з                                         | Rel 13                        | LTE-Advanced Pro (LTE-A Pro) |

Мережі 4G на основі стандарту LTE працюють у всіх чинних діапазонах частот, що виділені для стільникового зв'язку по всьому світу. У Північній Америці 700, 750, 800, 850, 1900, 1700/2100 (AWS), 2500 та 2600 MHz (Rogers Communications, Bell Canada),  відповідно діапазони  4, 7, 12, 13, 17, 25, 26, 41; 2500 MHz у Південній Америці;  800, 900, 1800, 2600 MHz у Європі, відповідно діапазони 3, 7, 20; 1800 та 2600 MHz у Азії, відповідно діапазони 1, 3, 5, 7, 8, 11, 13, 40; 1800 MHz та 2300 MHz у Австралії та Новій Зеландії відповідно діапазони 3, 40.
Швидкість завантаження за стандартом 3GPP LTE в теорії досягає 326,4 Мбіт/с (download), і 172,8 Мбіт/с на вивантаження (upload). Практично забезпечує швидкість передавання даних від базової станції до пристрою абонента до 100 Мбіт/с і швидкість від абонента до базової станції — до 50 Мбіт/с.
Ці удосконалення можуть, наприклад, підвищити ефективність, знизити витрати, розширити і удосконалювати послуги, що вже надаються, а також інтегруватися із вже наявними протоколами. LTE-мережа дозволяє користуватися такими послугами як «відео на вимогу», забезпечуючи потокове передавання без затримок відео в HD-роздільності.
Операторам впровадження технології LTE дозволить зменшити капітальні та операційні витрати, знизити сукупну вартість володіння мережею, розширити свої можливості в області конвергенції послуг і технологій, підвищити доходи від надання послуг передачі даних.
Проблеми переходу на LTE включають необхідність у новому спектрі для отримання переваг від широкого каналу. Крім того, потрібні абонентські пристрої, здатні одночасно працювати в мережах LTE і 3G для плавного переходу абонентів від старих до нових мереж.
Вперше про впровадження технології LTE оператори предметно заговорили у січні 2008 року, коли міжнародне партнерське об'єднання Third Generation Partnership Project (3GPP), що розробляє перспективні стандарти мобільного зв'язку, затвердило LTE як наступний після UMTS стандарт широкосмугової мережі мобільного зв'язку.
За даними міжнародної асоціації GSMA, 26 операторів у світі заявили про плани побудови мереж LTE до 2013 року. Серед них — Vodafone, Verizon Wireless, TeliaSonera, NTT DoCoMo і KDDI.
Технологію LTE протестували такі постачальники телекомунікаційного обладнання як Alcatel-Lucent, Ericsson, Huawei, Motorola, Nokia Networks, Siemens Networks, Fujitsu, ZTE. У квітні 2009 року мережу LTE показала Motorola на виставці CTIA Wireless.

## Історія
У грудні 2004 робоча група 3GPP заснувала програму LTE (Long-term Evolution). Спочатку програму LTE розробляли в контексті заходів для забезпечення переваг у наступному десятилітті і як спосіб всебічної оптимізації — щодо продуктивності, функцій та витрат. Порівняно з архітектурою R6, запропонованою тією ж 3GPP, ефективність спектру прямого каналу LTE буде збільшена в 3-4 рази, а зворотного каналу — в 2-3 рази, пікова швидкість передавання даних у прямому каналі досягне 100 Мбіт/с, у зворотному — 50 Мбіт/с. До того ж, архітектура мереж буде спрощена до двох рівнів — E-UTRAN (вдосконалений UTRAN) і AGW, протоколи також будуть значно спрощені.
Роботи над проектом LTE розподіляються на дві стадії: SI (стадія вивчення) і WI (стадія розробки). Головна мета стадії SI, що повністю узгоджується з тенденцією розвитку мобільного зв'язку і є цілком реалістичною, полягає в тому, щоби після її початку вона була повністю підтримана учасниками стандарту, котрі розглядатимуть її як найважливіше завдання.
Стандарт 3GPP Release 8 був зафіксований у грудні 2008 року й став основою для розробки LTE обладнання та пристроїв.
На сьогодні LTE є добре стандартизованим і містить незначні додаткові покращення, що описані у 9-му релізі.
Реліз 9 був функціонально зафіксованим у грудні 2009 року.
Часто стандарт LTE вважають конкурентом WiMAX, хоча багато операторів вважають LTE більш перспективним і довготривалим стандартом із вищим потенціалом розвитку. Це також залежить від конкуренції виробників обладнання, залучених до того чи іншого стандарту.

Технологія LTE-Advanced разом з WiMAX 2 була офіційно визнана бездротовим стандартом зв'язку четвертого покоління 4G Міжнародним союзом електрозв'язку (ITU) на конференції в Женеві у 2012 році. LTE-Advanced — це назва специфікації 3GPP 10 версії, яким ITU присвоїв сертифікат «IMT-Advanced» — офіційний статус мереж четвертого покоління. Попередні версії LTE не є технологією 4G.

### Запуск першої мережі
14 грудня 2009 відбувся запуск першої у світі мобільної мережі на базі технології Long Term Evolution. Мережа була введена у експлуатацію оператором TeliaSonera в центрі Стокгольма. Телекомунікаційне устаткування надане шведською компанією Ericsson: базові станції, опорне устаткування, комутатори, систему експлуатації та управління, LTE-модеми розроблені Samsung. Усі рішення були створені на основі стандартів, затверджених всесвітньою організацією 3GPP.
Пізніше:
- в Узбекистані старт LTE-мережі відбувся 28.07.10 оператором MTS, та UCell — 09.08.10
- в Польщі Mobyland & CenterNet — 07.09.10
- в США MetroPCS — 21.09.10 та Verizon Wireless — 05.12.10
- в Австрії A1 Telekom Austria — 05.11.10
- в Швеції TeleNor Sweden та Tele2 Sweden — 15.11.10
- у Гонконгу CSL Limited — 25.11.10
- у Фінляндії TeliaSonera — 30.11.10 Elisa — 08.12.10
- в Німеччині Vodafone — 01.12.10
- в Данії TeliaSonera — 09.12.10
- в Естонії EMT — 17.12.10
- у Японії NTT DoCoMo — 24.12.10

У 2012 році американські оператори та оператори Південної Кореї і Японії — лідери у LTE-перегонах. Станом на червень 2012 року, у цих двох країнах 90 % користувачів LTE у світі, таку оцінку надає Wireless Intelligence. Кількість підключень до мереж LTE у світі на кінець 2012 року наближається до 30 млн абонентів, з яких на ринок США припадає близько 47 % загальної кількості підключень.

### В Україні
- Докладніше: 4G в Україні

В Україні мобільний протокол передавання даних LTE досить розвинутий і широко застосовується мобільними операторами. Так, 30 жовтня 2023 року, мобільний оператор «Київстар» повідомив про те, що наразі буде продовжувати розвивати технологію LTE, яка має пропускну спроможність до 10 Мбіт/с. Згідно з планом, вже до 2026 року рівень покриття має сягнути 98 % території України.

### Проєкти і презентації 3GPP
- 3GPP TS 36.300 Evolved Universal Terrestrial Radio Access (E-UTRA) and Evolved Universal Terrestrial Radio Access Network (E-UTRAN); Overall description [Архівовано 11 грудня 2008 у Wayback Machine.]
- 3GPP AIPN Workitem
- «3GPP Evolution: LTE and SAE» by Francois Courau at Alcatel (Chairman of 3GPP TSG RAN) [Архівовано 4 грудня 2009 у Wayback Machine.]
- Посилання «Перспективи втілення мобільного стандарту LTE в Україні» [Архівовано 26 лютого 2018 у Wayback Machine.]

### Специфікації
- 3rd Generation Partnership Project (3GPP); Requirements for Evolved UTRA (E-UTRA) and Evolved UTRAN (E-UTRAN) [Архівовано 1 грудня 2008 у Wayback Machine.]
- 3rd Generation Partnership Project (3GPP); Technical Specification Group Radio Access Network; Physical Layer Aspects for Evolved UTRA [Архівовано 26 вересня 2008 у Wayback Machine.]